# Niangua
Niangua és una població dels Estats Units a l'estat de Missouri. Segons el cens del 2000 tenia 445 habitants.

## Demografia
Segons el cens del 2000, Niangua tenia 445 habitants, 179 habitatges, i 124 famílies. La densitat de població era de 419,1 habitants per km².
Dels 179 habitatges en un 31,3% hi vivien nens de menys de 18 anys, en un 55,9% hi vivien parelles casades, en un 11,2% dones solteres, i en un 30,2% no eren unitats familiars. En el 27,9% dels habitatges hi vivien persones soles l'11,7% de les quals corresponia a persones de 65 anys o més que vivien soles. El nombre mitjà de persones vivint en cada habitatge era de 2,49 i el nombre mitjà de persones que vivien en cada família era de 3,04.
Per edats la població es repartia de la següent manera: un 26,1% tenia menys de 18 anys, un 8,1% entre 18 i 24, un 27% entre 25 i 44, un 23,6% de 45 a 60 i un 15,3% 65 anys o més.
L'edat mediana era de 38 anys. Per cada 100 dones de 18 o més anys hi havia 103,1 homes.
La renda mediana per habitatge era de 26.000 $ i la renda mediana per família de 27.500 $. Els homes tenien una renda mediana de 26.000 $ mentre que les dones 19.792 $. La renda per capita de la població era de 12.509 $. Entorn del 12,5% de les famílies i el 16,9% de la població estaven per davall del llindar de pobresa.

## Poblacions properes
El següent diagrama mostra les poblacions més properes.